# Kateri Tekakwitha
Szent Kateri Tekakwitha ([ˈɡaderi deɡaˈɡwita]), születéskor kapta a Tekakwitha nevet, megkeresztelkedéskor a Katalint.  Nem hivatalosan a mohawk indiánok liliomaként is ismert. (1656. – 1680. április 17.), római katolikus szent, az algonkin–mohawk törzsből.
Elkapta a himlőt, amelybe a családja belehalt. Ő túlélte, viszont az arca sebhelyes maradt. Tizenkilenc évesen áttért a római katolikus hitre, ekkor vette fel a Katalin nevet, Sziénai Szent Katalin tiszteletére. Nem akart férjhez menni, emiatt elhagyta faluját és élete hátralévő éveit a jezsuita missziós faluban, Kahnawake-ban töltötte, Montréaltól délre, Új-Franciaország-ban, a mostani Kanadában.
Tekakwitha szüzességi fogadalmat tett. 24 évesen halt meg, a szemtanúk azt mondták, hogy halála után egy perccel a hegek eltűntek az arcáról. Ismert a tisztaság erényéről. Ő a negyedik indián, akit tisztelnek a Római Katolikus Egyházban, és az első, akit szentté avattak.
Szent II. János Pál pápa pápasága alatt avatták boldoggá 1980-ban. XVI. Benedek pápa a Szent Péter-Bazilikában  2012. október 21-én avatta szentté. Különböző csodák, természetfeletti események tulajdoníthatók neki.

## Gyermekkora és tanulmányai
A Tekakwitha az a név, amit gyermekként adtak neki a mohawkok. Jelentése: "Ő, aki összeütközik dolgokkal." 1656 körül született a mohawk Ossernenon faluban, a mai Auriesville, New York-tól nyugatra. (Azt a tizenkilencedik századi hagyományt, hogy Auriesville Ossernenon helyén jött létre, már Dean R. Snow, és más New York-i, bennszülött amerikai történelemmel foglalkozó szakemberek régészeti leletekre támaszkodva cáfolták.)
Szülei Kenneronkwa mohikán főnök és Tagaskouita, egy algonkin nő, akit egy rajtaütés során mohawk harcosok hurcoltak el, és később asszimilálódott a törzsbe.  Tagaskouitát római katolikusnak keresztelték, illetve franciára tanították a Trois-Rivières-i misszionáriusok. Tagaskouita végül összeházasodott Kenneronkwa-val. Tekakwitha volt az első két gyermekük közül. Egy fiuk született még.

## Családja

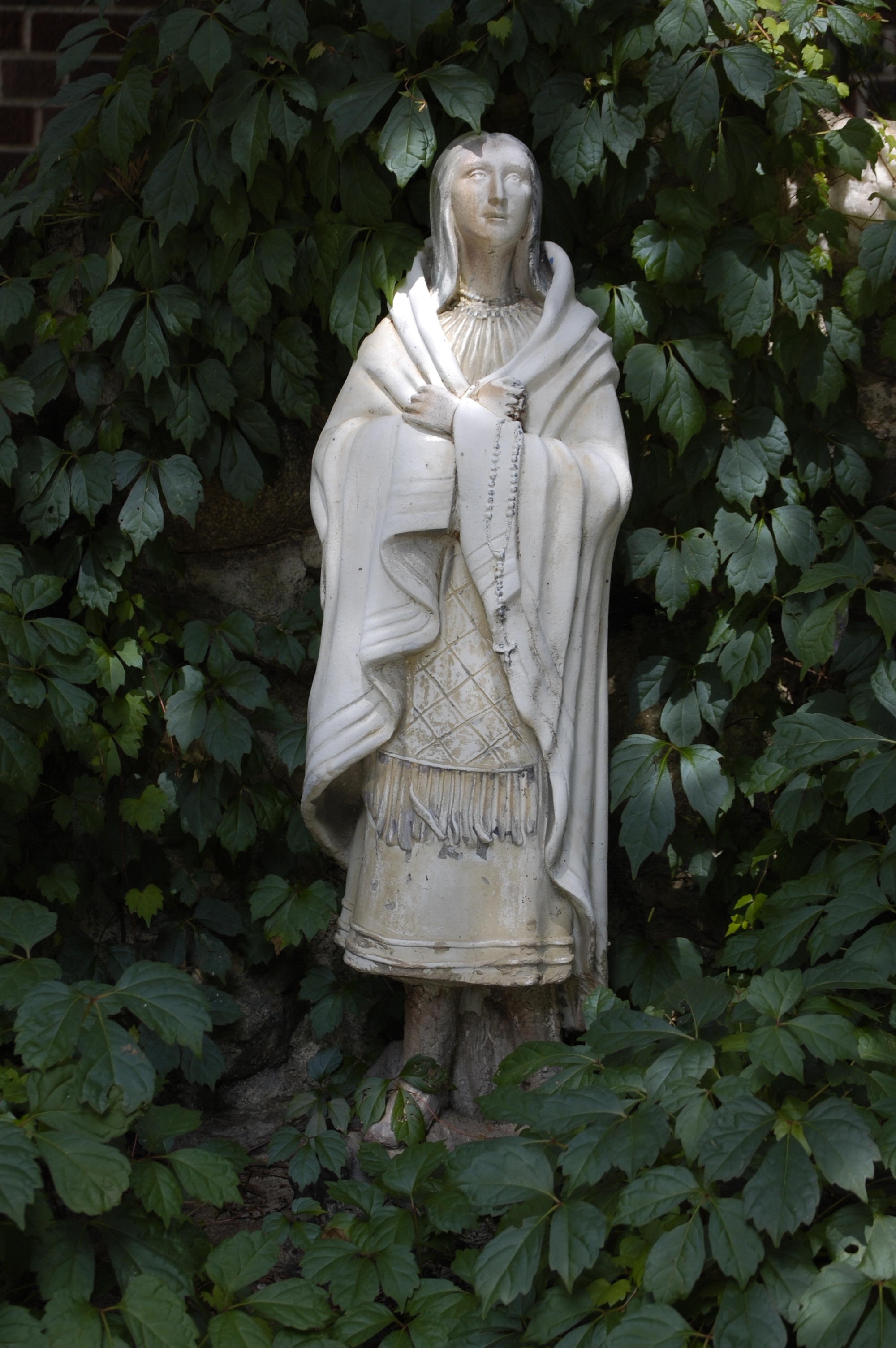
Kateri Tekakwitha szobra

## Halála és emlékezete

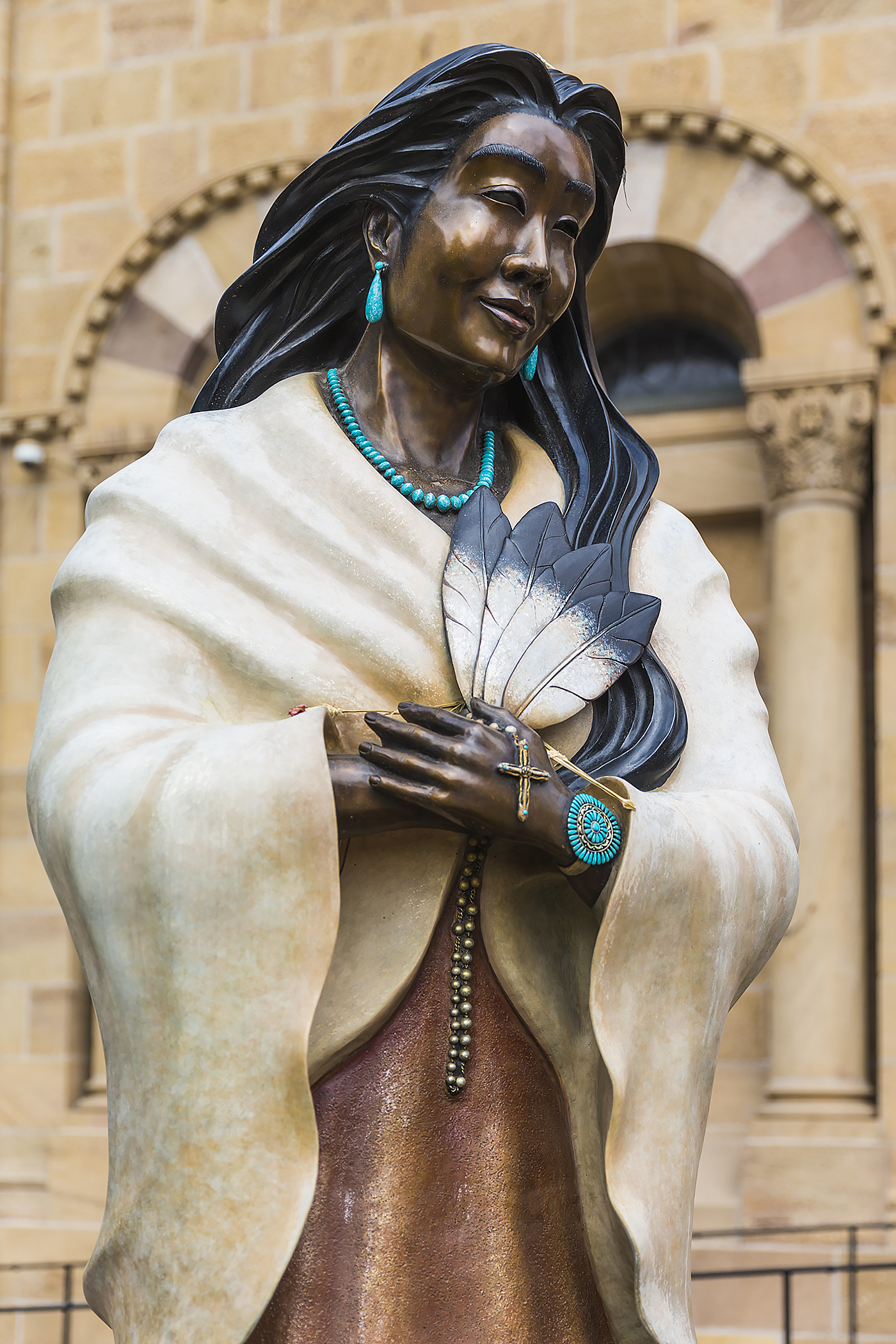
Kateri Tekakwitha szobra, Assisi Szent Ferenc bazilika, Santa Fe, Új-Mexikó.

## Vallásos tisztelete

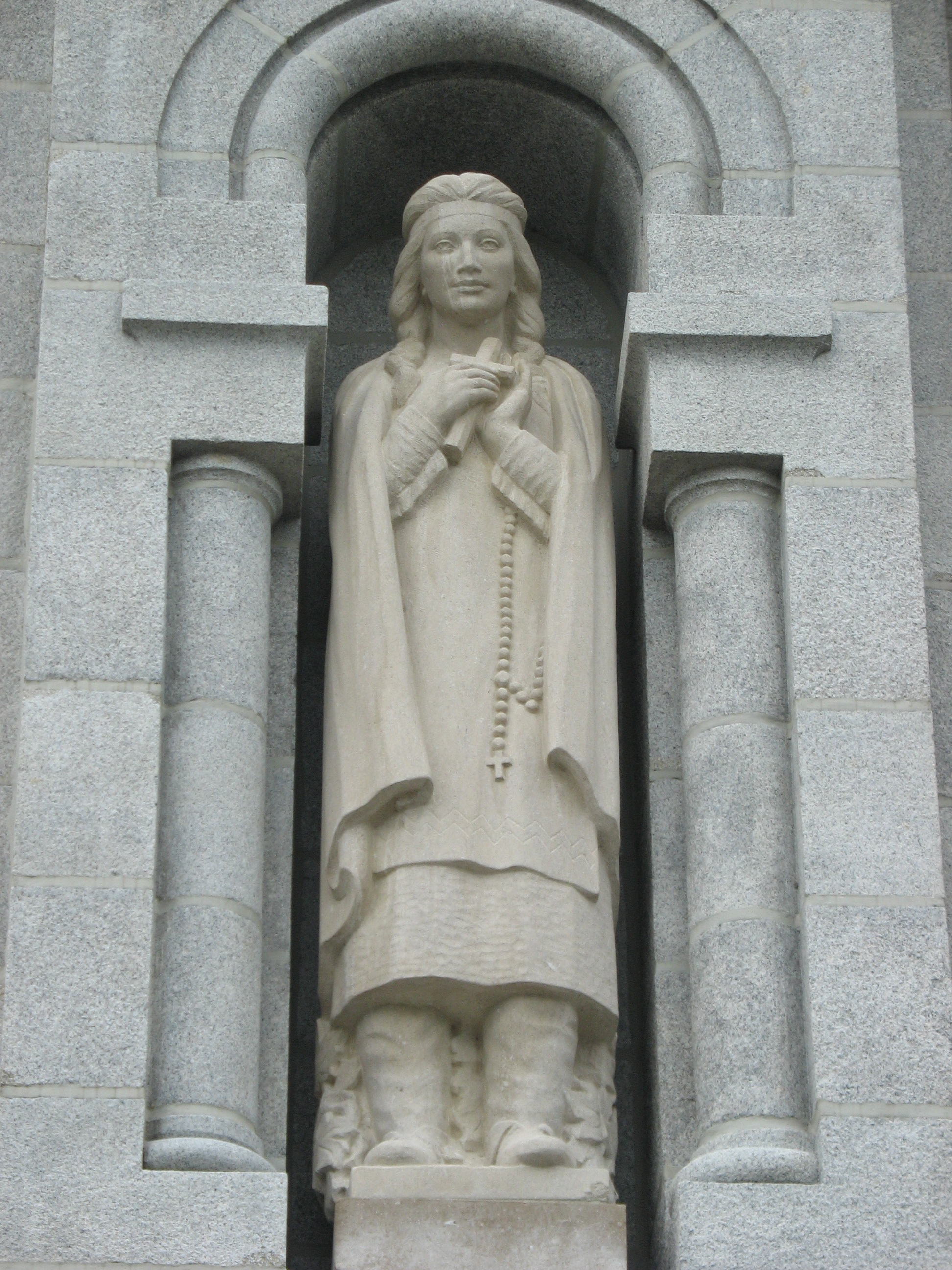
Kateri Tekakwitha szobra, Sainte-Anne-de-Beaupré bazilika, Quebec City közelében.

Halála után nem sokkal elkezdték tisztelni, mint Montréal és Amerika őslakos népeinek nem hivatalos védőszentje. Ötven évvel a halála után egy bennszülött amerikai apácáknak fenntartott zárda alapult Mexikóban. Ők imádkoztak Tekakwitha közbenjárásáért, és szentté avatásáért.
Québecben szobrot állítottak Tekakwitha-nak, a Sainte-Anne-de-Beaupré bazilika előtt, egy másikat pedig Santa Fe-ben, Új-Mexikóban, az Assisi Szent Ferenc bazilikában.

## Csodák

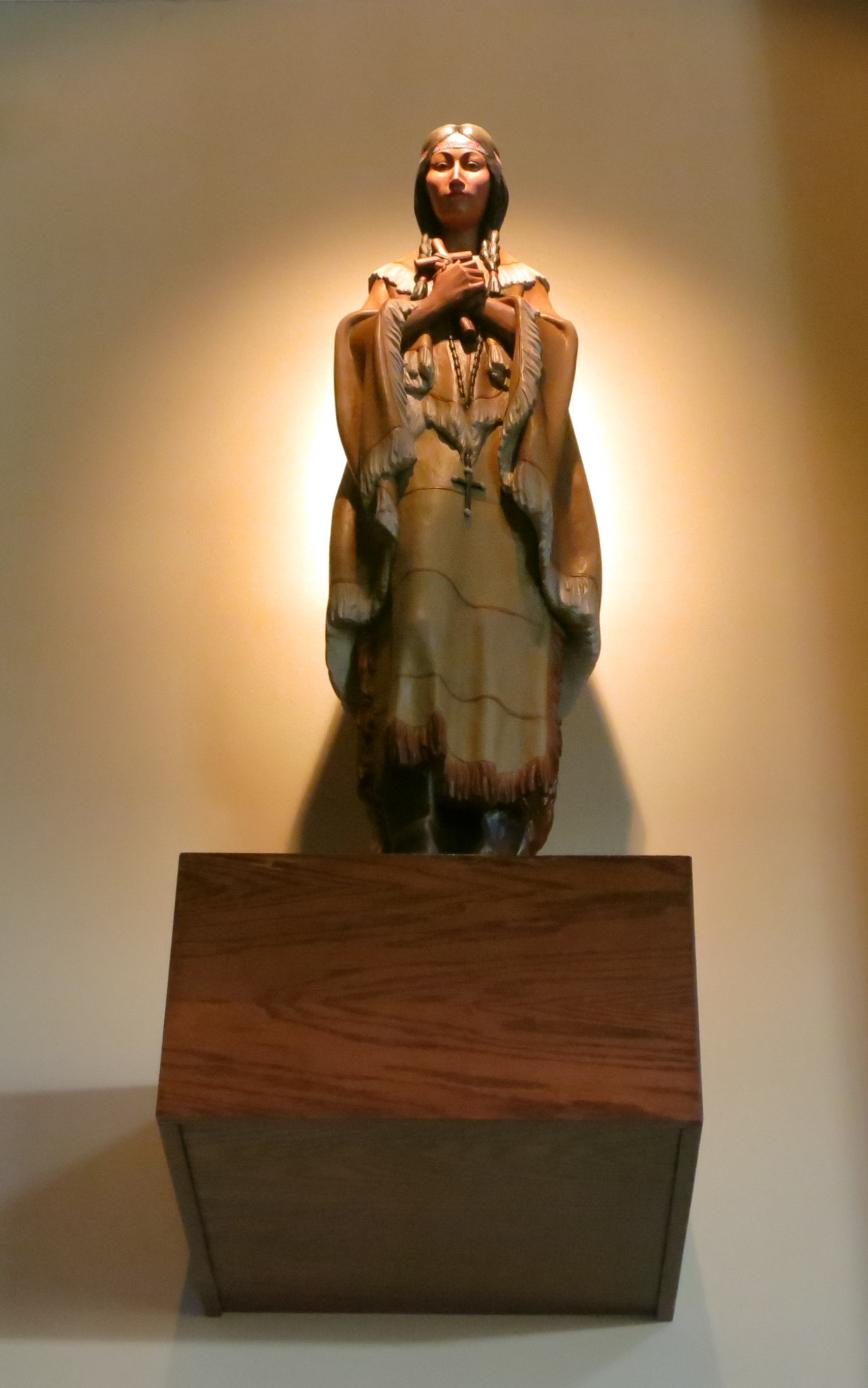
Szent Kateri Tekakwitha szobra, a Szent John Neumann templomban, Sunbury, Ohio

Joseph Kellogg egy protestáns gyermek volt akit a bennszülöttek elfogtak a 18. században, s végül visszatért otthonába. Tizenkét hónappal később elkapta a himlő. A jezsuiták ápolták, de állapota nem javult. Voltak ereklyéik Tekakwitha sírjából, de nem akarták használni egy nem katolikuson. Egy jezsuita azt mondta Kelloggnak, hogy ha katolizál, a segítség el fog jönni számára. Joseph megtette. A jezsuita adott neki egy darabka korhadt fát Kateri koporsójából, ami azt mondta, hogy meg fogja őt gyógyítani. A történész Allan Greer erre hivatkozva állítja, hogy Tekakwitha ismert volt a 18. századi Új-Franciaországban, és már közbenjáróként tekintettek rá.
Mivel az emberek hittek a gyógyító erejében, néhányan gyűjtöttek földet a sírja közeléből, és zsákokban elhordták, mint ereklyét. Egy nő azt mondta, hogy egy Tekakwitháról készült medál mentette meg a tüdőgyulladástól a férjét, melyet ő adott neki.

## Kulturális hatások
Emellett, Tekakwitha már szerepelt a késő 20. századi regényekben, és legalább egy 21 századiban, amelyek a vallás szerepével foglalkoztak az Újvilág gyarmatosításában.
Diane Glancy író (aki cseroki származású) volt az első bennszülött amerikai író, akinek Tekakwitha-ra helyezte a fő hangsúlyt a történelmi regényében, a "The Reason for Crows"-ban.

## Öröksége

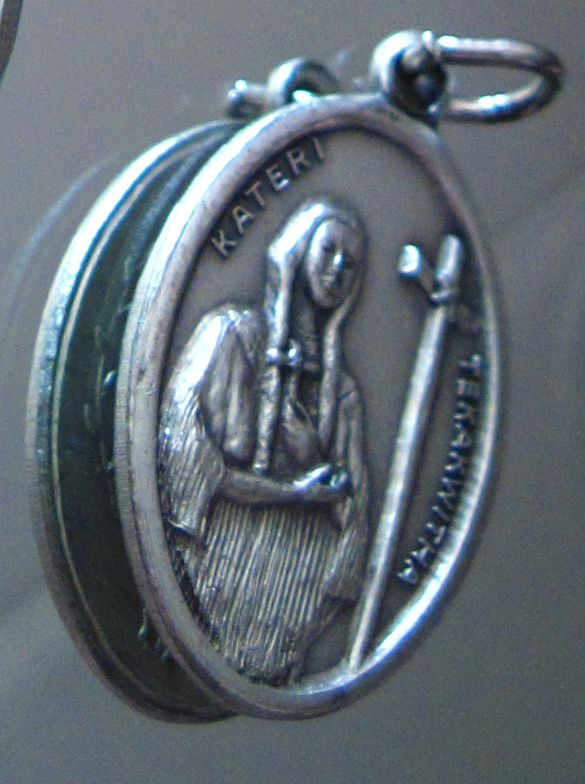
Boldog Kateri vallásos medál.

## Tovább olvasnivaló
- Beauchamp, W. M. "Mohawk Megjegyzi, a" Journal of American Folk-Lore, vol. 8, Boston, 1895, pp. 217–221. Is, "Irokéz Asszonyok, a" Journal of American Folk-Lore, vol. 13, Boston, 1900, pp. 81–91.
- Béchard, Henri S. J. Az Eredeti Caughnawaga Indiánok. Montreal: Nemzetközi Kiadó, Budapest, 1976.
- Béchard, Henri S. J. "Tekakwitha". Szótár a Kanadai Életrajz (Toronto: University of Toronto Press, 1966), vol. 1.
- Cholonec. Pierre. "Kateri Tekakwitha: Az Irokéz Szent". (Merchantville, NJ: az Evolúció Kiadó, 2012) ISBN 978-1935228097.
- Cohen, Leonard. "Gyönyörű Vesztesek", Megjelent 1966 által McClelland Stewart.
- Fenton, William, Elisabeth Tooker. "Mohawk," Kézikönyv az Észak-Amerikai Indiánok, Hangerő 15: Északkeleti, szerkesztette Bruce G. Ravaszt. Washington DC: Smithsonian intézet, 1978.
- Greer, Allan. Mohawk Szent: Catherine Tekakwitha, a Jezsuiták. Oxford: Oxford University Press, 2005
- Hewitt, J. N. B. "A Iroquoian Fogalom, a Lélek, a" Journal of American Folk-Lore, vol. 8, Boston, 1895, pp. 107–116.
- Lecompte, Edward, S. J. Dicsőség az a mohawk-ok: az Élet, A Tiszteletre méltó Catherine Tekakwitha, fordította Firenze Ralston Werum, FRSA. Milwaukee: Bruce Publishing Co., 1944-ben.
- Litkowski, Mary Pelagia, O. P. Kateri Tekakwitha: Örömteli Szerető. Battle Creek, Michigan: A Növekedés Korlátlan Inc., 1989.
- O Connell, Victor. Eaglechild Kanata Kiadványok, Hamilton, Ontario-2016-Ig
- Sargent, Daniel. Catherine Tekakwitha. New York, Toronto: Longmans, Green and Co., 1936.
- Cipész, Nancy. "Kateri Tekakwitha van Kanyargós Ösvény az Üdvözüléshez," Nancy Cipész, ed. Tárgyalók Változás: Történelmi Perspektívák a Bennszülött Amerikai Nők (New York: Routledge, 1995), p. 49-71.
- Steckley, John. Túl a Év: Öt Bennszülött Nők Történeteit, Kanadai Tudósok Nyomja meg 1999 ISBN 978-1551301501
- Weiser, Francis X., S. J. Kateri Tekakwitha. Caughnawaga, Kanada: Kateri Központ, 1972.

## További informácoók
- Henry Béchard: Tekakwitha (Tagaskouïta, Tegakwitha), Kateri (Catherine)
- Kateri Tekakwitha weboldal Archiválva 2012. június 27-i dátummal a Wayback Machine-ben
- "Áldott Kateri Tekakwitha", Katolikus Fórum
- "Kateri Élete", Liliom az a mohawk-ok weboldal
- "Áldott Kateri, Modell Ökológus", Természetvédelem
- Blessed Kateri Tekakwitha. New Advent Catholic Encyclopedia
- Barbara Bradley Hagerty, "Egy Fiú, Egy Sérülés, Egy Helyreállítási, Egy Csoda?", NPR, November 4-2011
- LORRAINE MALLINDER, "Szent Rivalizálás Át Kateri", Montreal Gazette, Március 20-2010
- "Mazochizmus, majd szentté avatás: Kateri Tekakwitha, Junípero Serra," által Daniel Fogel
- A homília hirdette Benedek Pápa az első Kateri Tekakwitha október 21, 2012
- "Vázlat az Élet Indiai Szobalány, Kateri Tekakwitha" Archiválva 2016. március 4-i dátummal a Wayback Machine-ben április 23, 1915 kérdés a Felvevő-Demokrata egy semiweekly kiadvány, Amsterdam, new york, NY
- Figyelembe helyét Ossernon született Archiválva 2015. április 20-i dátummal a Wayback Machine-ben írta Jezsuita Fr. Loyzance (az eredeti vevő a föld, a Auriesville) a Szent Johnsville Vállalati Hírek November 28, 1934